# Dénes Lajos (állatorvos)
Dénes Lajos (Orosháza, 1937. január 29. –) magyar állatorvos, miniszterhelyettes.

## Élete
Munkáscsaládban született. 1961-ben, az Állatorvostudományi Egyetemen szerezte első, állatorvosi diplomáját, ugyanabban az évben belépett az MSZMP-be is. Később a Gödöllői Agrártudományi Egyetemen szakmérnöki diplomát is szerzett. 1960 és 1965 között üzemi, majd megyei szakállatorvosként dolgozott, 1965-ben pedig az Élelmezésügyi Minisztériumba (1967-től Mezőgazdasági és Élelmezésügyi Minisztérium) került, ahol előbb főelőadó, főosztályvezető-helyettes, 1973-ban pedig főosztályvezető lett.
1978. november 15-től 1987-ig miniszterhelyettes volt a Mezőgazdasági és Élelmezésügyi Minisztériumban, e minőségében a felügyelete alá tartozott az Állategészségügyi és Élelmiszerhigiéniai Főosztály, a Növényvédelmi és Agrokémiai Főosztály, valamint a Földügyi és Térképészeti Hivatal. Közben tanított az Állatorvostudományi Egyetem Járványtani Tanszékén is, ahol egyetemi tanári címig jutott. 1987 és 1992 között a MÉM Állategészségügyi és Élelmiszervizsgáló Szolgálat főigazgatója volt, de még nyugdíjasként is tevékenykedett, mint agrárközgazdász, illetve agrárigazgatási tanácsadó.

### Kutatható iratanyaga
Miniszterhelyettesi működési időszakából 3,86 iratfolyóméternyi (31 kis- és 1 nagydoboznyi), maradandó értékűnek minősített iratanyaga került az Országos Levéltár, mai nevén Magyar Nemzeti Levéltár Országos Levéltára őrizetébe, ahol az a XIX-K-9-ay törzsszámon kutatható.

## Díjai, elismerései
- Mongol népi forradalom 50. évfordulója emlékérem (1974)[4]
- Munka érdemrend ezüst fokozat (1977)[5]